# Stoicănești (Olt)
Stoicănești es una comuna ubicada en el distrito de Olt, Rumania.

## Superficie
Posee una superficie de 100.3 kilómetros cuadrados.

## Demografía
Hasta 2021 la población era de 2140 habitantes, con una densidad de población de 21,33 habitantes por kilómetro cuadrado.